# زحافة متوسطة
الزحافة المتوسطة (الاسم العلمي:†Mesenosaurus) هي جنس منقرض من الحيوانات تتبع فصيلة ورلية العيون من رتبة البليكوصوريات.

## أنواع الزحافة المتوسطة
- زحافة متوسطة رومرية